# Mestaruussarja 1942
La Jalkapallon suomenmestaruuskilpailut 1942 fu la trentaquattresima edizione della massima serie del campionato finlandese di calcio, non venne giocato a girone unico, ma in formato coppa con partite ad eliminazione diretta. Il torneo vide la vittoria dell'HT Helsinki.

## Ottavi di finale
|             | Risultati |          | Luogo e data |
| ----------- | --------- | -------- | ------------ |
| HT Helsinki | 3-0       | HJK      |              |
| KIF         | 2-2       | Kullervo |              |
| KIF         | 4-3       | Kullervo |              |
| KuPS        | 4-1       | PaPo     |              |
| Sudet       | 14-0      | YVPS     |              |
| VPV Vaasa   | 3-1       | Ilves    |              |
| KPV         | 2-8       | VPS      |              |
| HPS         | 6-1       | HIFK     |              |
|             |           |          |              |

## Quarti di finale
|             | Risultati |           | Luogo e data |
| ----------- | --------- | --------- | ------------ |
| HT Helsinki | 3-0       | TPS       |              |
| VPS         | 4-2       | VPV Vaasa |              |
| Sudet       | 5-0       | KuPS      |              |
| HPS         | 1-0       | KIF       |              |
|             |           |           |              |

## Semifinali
|       | Risultati |             | Luogo e data |
| ----- | --------- | ----------- | ------------ |
| Sudet | [ 2 ]     | HPS         |              |
| VPS   | 1-4       | HT Helsinki |              |
|       |           |             |              |

## Finale
|             | Risultati |       | Luogo e data |
| ----------- | --------- | ----- | ------------ |
| HT Helsinki | 6-4       | Sudet |              |
|             |           |       |              |